# Marguerite-Antoinette Couperin
Marguerite-Antoinette Couperin, född 1705 i Paris, död där cirka 1778, var en fransk musiker (cembalist). Hon ingick i det franska hovets orkester som ordinaire de la musique de la chambre du roi pour le clavecin 1730-1741. Hon var den första av sitt kön med anställning i franska hovkapellet.